# IBM SSEC
El IBM Selective Sequence Electronic Calculator (SSEC, Calculador Electrónico Secuencial Selectivo) fue una computadora electromecánica construida por IBM. Su diseño comenzó a fines de 1944, y operó desde enero de 1948 hasta 1952. Tenía muchas de las características de una computadora de programa almacenado y fue la primera máquina operacional capaz de tratar sus instrucciones como datos, pero no era completamente electrónica.
A pesar de que el SSEC demostró ser útil para muchas aplicaciones complejas, se volvió obsoleta rápidamente. Fue el computador electromecánico más grande construido, pero su mayor éxito fue la publicidad que le dio a IBM.

## Historia
Durante la Segunda Guerra Mundial, International Business Machines Corporation (IBM) financió la construcción de un Calculador Automático de Secuencia Controlada (Automatic Sequence Controlled Calculator, ASCC) para Howard H. Aiken en la Universidad de Harvard. La máquina, fabricada en agosto de 1944, fue ampliamente conocida como el Harvard Mark I. Al presidente de IBM, Thomas J. Watson, Sr., no le gustó que en una nota de prensa, Aiken no le diera el crédito a IBM por su financiación y el esfuerzo de ingeniería. Watson y Aiken decidieron trabajar por separado, e IBM comenzó a trabajar en un proyecto para construir su propia máquina, más grande y llamativa.
El astrónomo Wallace John Eckert de la Universidad de Columbia proveyó las especificaciones para la nueva máquina; el presupuesto del proyecto era de casi 1 millón de dólares, una fortuna para su época.
Francis "Frank" E. Hamilton (1898–1972) supervisó la construcción, tanto del ASCC como también la de su sucesor. Robert R. "Rex" Seeber Jr. fue contratado fuera del grupo de Harvard group, y fue conocido como el arquitecto en jefe de la nueva máquina.
Los módulos fueron fabricados en las instalaciones de IBM en Endicott, New York, bajo la dirección del Director de Ingeniería John McPherson, luego de que el diseño básico estuviese listo en diciembre de 1945.